# Daniel Rudslätt
Daniel Rudslätt (* 8. September 1974 in Huddinge) ist ein ehemaliger schwedischer Eishockeyspieler und derzeitiger -manager, der
zuletzt bis Sommer 2015 bei AIK Ishockey als Sportdirektor unter Vertrag stand. Während seiner aktiven Laufbahn hat Rundslätt unter anderem für Brynäs IF, Djurgårdens IF und AIK Stockholm in der Elitserien sowie für die Kölner Haie in der Deutschen Eishockey Liga gespielt.

## Karriere
Seine Karriere begann Rudslätt beim schwedischen Eishockeyverein Järfälla HC, in deren Profimannschaft er mit 17 Jahren erste Einsätze in der Division 2 erhielt. Bis 1995 spielte der Flügelstürmer für den Club, wobei er seine Scoringquote regelmäßig verbesserte. Zur Spielzeit 1995/96 wechselte der Linksschütze zum Zweitligisten Arlanda Wings HC um sich weiterzuentwickeln. Nach drei Jahren in der Division 1 unterschrieb Rudslätt einen Vertrag bei dem Elitserien-Club Brynäs IF, mit dem er bereits in seinem ersten Jahr den schwedischen Meistertitel gewann. Zwar entwickelte sich der Angreifer stetig weiter und verbesserte sein Spiel, doch blieben weitere Erfolge mit der Mannschaft in den Folgejahren aus. 2002 entschied sich Rudslätt zu einem Wechsel zu Djurgårdens IF, mit denen er in der ersten gemeinsamen Spielzeit erneut das Erreichen des Halbfinales feiern konnte, ohne den Erfolg in den Folgejahren wiederholen zu können. In der Saison 2005/06 verpasste der Stürmer mit dem Club trotz seiner bis dahin stärksten Saison in der höchsten Liga die Play-offs.
Zur Saison 2006/07 wechselte Rudslätt für zunächst ein Jahr zu den Kölner Haien, bei denen er im Dezember 2006 seinen Vertrag um zwei weitere Spielzeiten verlängerte. Im Sommer 2010 verließ er die Haie und kehrte nach Schweden zurück. Dort wurde er vom AIK Stockholm verpflichtet. Nach zwei Spielzeiten im Trikot der Hauptstädter beendete der Schwede seine aktive Laufbahn.
Zur Saison 2013/14 wurde Rundslätt bei AIK als Sportdirektor tätig und betreute das Team nach der Entlassung des Trainerstabes im März 2014 gemeinsam mit Mattias Norström interimsweise als Cheftrainer, konnte jedoch den Abstieg der Mannschaft in die HockeyAllsvenskan nicht mehr verhindern. In der Spielzeit 2014/15 war der Schwede dann wieder auf seiner ursprünglichen Position des Sportdirektors aktiv, bevor er im Sommer 2015 durch Anders Gozzi ersetzt wurde.

## Erfolge und Auszeichnungen
- 1999 Schwedischer Meister mit Brynäs IF

## Karrierestatistik
(Legende zur Spielerstatistik: Sp oder GP = absolvierte Spiele; T oder G = erzielte Tore; V oder A = erzielte Assists; Pkt oder Pts = erzielte Scorerpunkte; SM oder PIM = erhaltene Strafminuten; +/− = Plus/Minus-Bilanz; PP = erzielte Überzahltore; SH = erzielte Unterzahltore; GW = erzielte Siegtore; 1 Play-downs/Relegation; Kursiv: Statistik nicht vollständig)